# Reichskomisariatul Niederlande

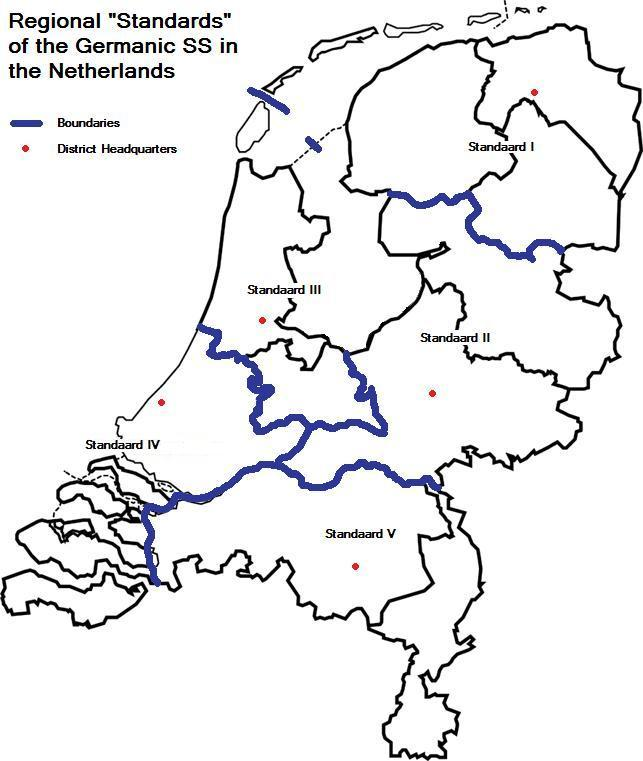
Planurile anexării: „Standardele” regionale ale SS-ului olandez.

Reichskomisariatul  Niederlande a fost un regim civil de ocupație înființat de Germania nazistă în Țările de Jos ocupate în timpul celui de-al Doilea Război Mondial. Denumirea sa completă a fost Reichskomisariatul  pentru teritoriile olandeze ocupate (germană Reichskommissariat für die besetzten niederländischen Gebiete). Administrația a fost condusă de Arthur Seyss-Inquart. Acesta a fost ultimul cancelar al Austriei înainte de anexarea ei de către Germania ( Anschluss).